# 高年齢者等の雇用の安定等に関する法律
高年齢者等の雇用の安定等に関する法律（こうねんれいしゃとうのこようのあんていとうにかんするほうりつ、昭和46年5月25日法律第68号）は、高年齢者等の雇用の安定、シルバー人材センターに関する日本の法律である。通称高年齢者雇用安定法（こうねんれいしゃこようあんていほう）。1971年（昭和46年）5月25日、「中高年齢者等の雇用の促進に関する特別措置法」として制定され、1986年（昭和61年）4月30日、「中高年齢者等の雇用の促進に関する特別措置法の一部を改正する法律」（昭和61年4月30日法律第43号）に基づき現題名に改称され、同年10月1日に施行された。定年制を直接規制対象とする法令としてはこれが最初のものである。

## 主務官庁
- 厚生労働省職業安定局高齢者雇用対策課

## 構成
- 第一章 総則（第1条-第7条）
- 第二章 定年の引上げ、継続雇用制度の導入等による高年齢者の安定した雇用の確保の促進（第8条-第11条）
- 第三章 高年齢者等の再就職の促進等
  - 第一節　国による高年齢者等の再就職の促進等（第12条―第14条）
  - 第二節　事業主による高年齢者等の再就職の援助等（第15条―第21条）
  - 第三節　中高年齢失業者等に対する特別措置（第22条―第33条）
- 第四章 地域の実情に応じた高年齢者の多様な就業の機会の確保（第34条・第35条）
- 第五章 定年退職者等に対する就業の機会の確保（第36条）
- 第六章 シルバー人材センター等
  - 第一節　シルバー人材センター（第37条―第43条）
  - 第二節　シルバー人材センター連合（第44条・第45条）
  - 第三節　全国シルバー人材センター事業協会（第46条―第48条）
- 第七章　国による援助等（第49条―第51条）
- 第八章　雑則（第52条―第54条）
- 第九章　罰則（第55条―第57条）
- 附則

## 目的・基本的理念
この法律は、定年の引上げ、継続雇用制度の導入等による高年齢者の安定した雇用の確保の促進、高年齢者等の再就職の促進、定年退職者その他の高年齢退職者に対する就業の機会の確保等の措置を総合的に講じ、もって高年齢者等の職業の安定その他福祉の増進を図るとともに、経済及び社会の発展に寄与することを目的とする（第1条）。 
高年齢者等は、その職業生活の全期間を通じて、その意欲及び能力に応じ、雇用の機会その他の多様な就業の機会が確保され、職業生活の充実が図られるように配慮されるものとする。労働者は、高齢期における職業生活の充実のため、自ら進んで、高齢期における職業生活の設計を行い、その設計に基づき、その能力の開発及び向上並びにその健康の保持及び増進に努めるものとする（第3条）。 

## 定義
この法律において「高年齢者」とは、厚生労働省令で定める年齢（55歳）以上の者をいう（第2条1項、施行規則第1条）。また、この法律において「高年齢者等」とは、高年齢者及び次に掲げる者で高年齢者に該当しないものをいう（第2条2項、施行規則第2条~3条）。 
1. 中高年齢者（厚生労働省令で定める年齢（45歳）以上の者をいう。次項において同じ。）である求職者（次号に掲げる者を除く。）
2. 中高年齢失業者等（厚生労働省令で定める範囲の年齢（45歳以上65歳未満）の失業者その他就職が特に困難な厚生労働省令で定める失業者をいう。） 
  - 「就職が特に困難な厚生労働省令で定める失業者」とは以下の通りである（施行規則第3条2項）
    - 障害者の雇用の促進等に関する法律第2条2号の身体障害者
    - 売春防止法第26条1項の規定により保護観察に付された者及び更生保護法第48条各号又は第85条1項各号に掲げる者であって、その者の職業のあっせんに関し保護観察所長から公共職業安定所長に連絡があったもの
    - その他社会的事情により就職が著しく阻害されている者

  - 「45歳以上65歳未満の失業者」と定められたのは、労働力政策と社会保障・社会福祉政策との対象者を明確に区分し、労働力政策としての特別の財政支出を伴う対策の対象者については、労働市場に対する適応性を有する者に限定することが必要であり、その労働市場に対する適応性の有無は、年齢によって判断することが適当であるとの考えから、中高年齢者の範囲に上限の年齢を設けることとし、その上限の年齢を、
    1. 生産年齢人口の10%程度を老齢被扶養者人口とみた場合65歳がその境界線となること
    2. 労働力率が急激に低下する年齢はほぼ65歳であること
    3. 国民年金としての老齢年金の支給開始年齢及び老人福祉法等に基づく老人福祉措置の対象者の最下限が65歳であること
    4. 国際的にみて老齢年金の支給開始年齢が65歳であるところが多いこと

等を勘案して、65歳未満とすることとしたものである。これにより、中高年齢失業者は、45歳以上65歳未満の失業者とするが、これは、45歳未満の者あるいは65歳以上の者に対し、一般的な職業紹介や職業訓練を実施し、必要に応じ、職業転換給付金制度等を活用することを妨げるものでないことはいうまでもない（昭和46年9月17日職発328号）。

この法律において「特定地域」とは、中高年齢者である失業者が就職することが著しく困難である地域として厚生労働大臣が指定する地域をいう（第2条3項）。特定地域の指定は、公共職業安定所の管轄区域を単位として、雇用保険法第25条1項に規定する広域職業紹介活動に係る地域であって、次の各号に該当するものについて行うものとする。厚生労働大臣は、中高年齢者である失業者が多数発生することが見込まれ、次の各号に該当することとなると認められる地域その他次の各号の地域に準ずる地域であって必要があると認めるものについても、特定地域の指定を行なうことができる（施行規則第4条）。  
- 中高年齢者である求職者の数が著しく多いこと。
- 中高年齢者に係る求人の数に対する中高年齢者である求職者の数の比率が著しく高いこと。
- 中高年齢者である求職者のうち就職した者の割合が著しく小さいこと。

## 国等の責務
国及び地方公共団体は、事業主、労働者その他の関係者の自主的な努力を尊重しつつその実情に応じてこれらの者に対し必要な援助等を行うとともに、高年齢者等の再就職の促進のために必要な職業紹介、職業訓練等の体制の整備を行う等、高年齢者等の意欲及び能力に応じた雇用の機会その他の多様な就業の機会の確保等を図るために必要な施策を総合的かつ効果的に推進するように努めるものとする（第5条）。
厚生労働大臣は、高年齢者等の職業の安定に関する施策の基本となるべき方針（高年齢者等職業安定対策基本方針）を策定するものとする。厚生労働大臣は、高年齢者等職業安定対策基本方針を定めるに当たっては、あらかじめ、関係行政機関の長と協議するとともに、労働政策審議会の意見を聴かなければならず、また高年齢者等職業安定対策基本方針を定めたときは、遅滞なく、その概要を公表しなければならない。高年齢者等職業安定対策基本方針に定める事項は、次のとおりとする（第6条）。現在、平成25年度から平成31年度までの7年間を対象期間とする高年齢者等職業安定対策基本方針（平成24年11月9日厚生労働省告示第559号、最終改正平成31年3月20日厚生労働省告示第74号）が告示されている。
1. 高年齢者等の就業の動向に関する事項
2. 高年齢者の雇用の機会の増大の目標に関する事項
3. 事業主が行うべき職業能力の開発及び向上、作業施設の改善その他の諸条件の整備、再就職の援助等並びに事業主が行うべき高齢期における職業生活の設計の援助に関して、その適切かつ有効な実施を図るため必要な指針となるべき事項
4. 高年齢者雇用確保措置の円滑な実施を図るため講じようとする施策の基本となるべき事項
5. 高年齢者等の再就職の促進のため講じようとする施策の基本となるべき事項
6. 前各号に掲げるもののほか、高年齢者等の職業の安定を図るため講じようとする施策の基本となるべき事項

事業主は、その雇用する高年齢者について職業能力の開発及び向上並びに作業施設の改善その他の諸条件の整備を行い、並びにその雇用する高年齢者等について再就職の援助等を行うことにより、その意欲及び能力に応じてその者のための雇用の機会の確保等が図られるよう努めるものとする。また事業主は、その雇用する労働者が高齢期においてその意欲及び能力に応じて就業することにより職業生活の充実を図ることができるようにするため、その高齢期における職業生活の設計について必要な援助を行うよう努めるものとする（第4条）。
国は、高年齢者等の職業の安定その他福祉の増進を図るため、高年齢者等職業安定対策基本方針に従い、事業主、労働者その他の関係者に対し、次に掲げる措置その他の援助等の措置を講ずることができ、この事務の全部又は一部を独立行政法人高齢・障害・求職者雇用支援機構に行わせるものとする（第49条）。
- 定年の引上げ、継続雇用制度の導入、再就職の援助等高年齢者等の雇用の機会の増大に資する措置を講ずる事業主又はその事業主の団体に対して給付金を支給すること。
- 高年齢者等の雇用に関する技術的事項について、事業主その他の関係者に対して相談その他の援助を行うこと。
- 労働者がその高齢期における職業生活の設計を行うことを容易にするため、労働者に対して、必要な助言又は指導を行うこと。

機構は、毎年10月を「高年齢者雇用支援月間」と定め、年齢にかかわりなく活躍できる社会の実現に向けて、高年齢者雇用についての関心と一層の理解を図るため、厚生労働省、関係機関と協力して、事業主をはじめ、広く国民に対して、様々な啓発活動を展開している。

## 高年齢者の安定した雇用の確保の促進
事業主がその雇用する労働者の定年の定めをする場合には、当該定年は、60歳を下回ることができない。ただし、当該事業主が雇用する労働者のうち、高年齢者が従事することが困難であると認められる業務として厚生労働省令で定める業務に従事している労働者については、この限りでない（第8条）。1998年（平成10年）の改正法施行により、それまでの努力義務から義務へと格上げされた。「高年齢者が従事することが困難であると認められる業務として厚生労働省令で定める業務」とは、鉱業法第4条に規定する事業における坑内作業の業務とする（施行規則第4条の2）。
定年（65歳未満のものに限る。）の定めをしている事業主は、その雇用する高年齢者の65歳までの安定した雇用を確保するため、次の各号に掲げる措置（高年齢者雇用確保措置）のいずれかを講じなければならない（第9条1項）。2006年（平成18年）4月の改正法施行により、それまでの努力義務から義務へと格上げされた。当分の間、60歳以上の労働者が生じない企業であっても、措置は必要である。厚生労働大臣は、事業主が講ずべき高年齢者雇用確保措置の実施及び運用（心身の故障のため業務の遂行に堪えない者等の継続雇用制度における取扱いを含む。）に関する指針を定めるものとされ（第9条3項）、現在、高年齢者雇用確保措置の実施及び運用に関する指針（平成24年11月9日厚生労働省告示第560号）が告示されている。厚生労働大臣（都道府県労働局長に権限委任）は、この規定に違反している事業主に対し、必要な指導及び助言をすることができ、指導又は助言をした場合において、その事業主がなおこの規定に違反していると認めるときは、当該事業主に対し、高年齢者雇用確保措置を講ずべきことを勧告することができ、勧告をした場合において、その勧告を受けた者がこれに従わなかったときは、その旨を公表することができる（第10条1~3項）。
- 当該定年の引上げ
- 継続雇用制度（現に雇用している高年齢者が希望するときは、当該高年齢者をその定年後も引き続いて雇用する制度をいう。）の導入
  - 2013（平成25年）4月1日の改正法施行により、継続雇用制度の対象者を労使協定により限定することはできなくなり[注釈 2]、制度は希望者全員を対象とするものにしなければならない。もっとも就業規則の解雇事由又は退職事由と同じ内容を、継続雇用しない事由として別に規定することは可能であるが、解雇事由又は退職事由とは異なる運営基準を設けることは本法の趣旨を没却するおそれがあることに留意する。ただし、継続雇用しないことについては、客観的に合理的な理由があり、社会通念上相当であることが求められると考えられることに留意する。
- 当該定年の定めの廃止

定年（65歳以上70歳未満のものに限る）の定めをしている事業主又は継続雇用制度（高年齢者を70歳以上まで引き続いて雇用する制度を除く）を導入している事業主は、その雇用する高年齢者について、次に掲げる措置を講ずることにより、65歳から70歳までの安定した雇用を確保するよう努めなければならない（第10条の2第1項、2項）。2021年4月の改正法施行により、70歳までの就業確保が事業主の努力義務となった。厚生労働大臣は、これらの措置及び創業支援等措置（高年齢者就業確保措置）の実施及び運用（心身の故障のため業務の遂行に堪えない者等の65歳以上継続雇用制度及び創業支援等措置における取扱いを含む。）に関する指針を定めるものとし（第10条の2第4項）、現在高年齢者就業確保措置の実施及び運用に関する指針（令和2年10月30日厚生労働省告示第351号）が告示されている。厚生労働大臣（都道府県労働局長に権限委任）は、基本方針に照らして、高年齢者の65歳から70歳までの安定した雇用の確保その他就業機会の確保のため必要があると認めるときは、事業主に対し、高年齢者就業確保措置の実施について必要な指導及び助言をすることができ、指導又は助言をした場合において、高年齢者就業確保措置の実施に関する状況が改善していないと認めるときは、当該事業主に対し、高年齢者就業確保措置の実施に関する計画の作成を勧告することができる（第10条の3第1項、2項）。
- 当該定年の引上げ
- 65歳以上継続雇用制度（その雇用する高年齢者が希望するときは、当該高年齢者をその定年後等も引き続いて雇用する制度をいう）の導入
- 当該定年の定めの廃止
- その雇用する高年齢者が希望するときは、当該高年齢者が新たに事業を開始する場合に、事業主が、当該事業を開始する当該高年齢者（創業高年齢者等）との間で、当該事業に係る委託契約その他の契約（労働契約を除き、当該委託契約その他の契約に基づき当該事業主が当該事業を開始する当該創業高年齢者等に金銭を支払うものに限る。）を締結し、当該契約に基づき当該高年齢者の就業を確保する措置（創業支援措置、過半数代表の同意が必要）
- その雇用する高年齢者が希望するときは、次に掲げる事業（2は3の事業については、事業主と当該事業を実施する者との間で、当該事業を実施する者が当該高年齢者に対して当該事業に従事する機会を提供することを約する契約を締結したものに限る。）について、当該事業を実施する者が、当該高年齢者との間で、当該事業に係る委託契約その他の契約（労働契約を除き、当該委託契約その他の契約に基づき当該事業を実施する者が当該高年齢者に金銭を支払うものに限る。）を締結し、当該契約に基づき当該高年齢者の就業を確保する措置（創業支援措置、過半数代表の同意が必要）
  1. 当該事業主が実施する社会貢献事業（社会貢献活動その他不特定かつ多数の者の利益の増進に寄与することを目的とする事業をいう）
  2. 法人その他の団体が当該事業主から委託を受けて実施する社会貢献事業
  3. 法人その他の団体が実施する社会貢献事業であって、当該事業主が当該社会貢献事業の円滑な実施に必要な資金の提供その他の援助を行っているもの

  - 「過半数代表の同意」について、事業主は以下の事項を記載した計画を作成し、当該計画について過半数代表の同意を得るものとする（施行規則第4条の5）。
    - 高年齢者就業確保措置のうち、創業支援等措置を講ずる理由
    - 委託契約その他の契約（以下、単に「契約」と略す）に基づいて高年齢者が従事する業務の内容に関する事項
    - 契約に基づいて高年齢者に支払う金銭に関する事項
    - 契約を締結する頻度に関する事項
    - 契約に係る納品に関する事項
    - 契約の変更に関する事項
    - 契約の終了に関する事項（契約の解除事由を含む。）
    - 諸経費の取扱いに関する事項
    - 安全及び衛生に関する事項
    - 災害補償及び業務外の傷病扶助に関する事項
    - 社会貢献事業に係る委託契約その他の契約を締結し、当該契約に基づき高年齢者の就業を確保する措置を講ずる場合においては、当該社会貢献事業を実施する法人その他の団体に関する事項
    - 創業支援等措置の対象となる労働者の全てに適用される定めをする場合においては、これに関する事項

事業主は、厚生労働省令で定めるところにより、高年齢者雇用確保措置等を推進するため、作業施設の改善その他の諸条件の整備を図るための業務を担当する者（高年齢者雇用推進者）を選任するように努めなければならない（第11条）。事業主は、この業務を遂行するために必要な知識及び経験を有していると認められる者のうちから当該業務を担当する者を高年齢者雇用推進者として選任するものとする（施行規則第5条）。

## 高年齢者等の再就職の促進等
国は、高年齢者等の再就職の促進等を図るため、高年齢者等に係る職業指導、職業紹介、職業訓練その他の措置が効果的に関連して実施されるように配慮するものとする（第12条）。公共職業安定所は、高年齢者等の再就職の促進等を図るため、高年齢者等の雇用の機会が確保されるように求人の開拓等を行うとともに、高年齢者等に係る求人及び求職に関する情報を収集し、並びに高年齢者等である求職者及び事業主に対して提供するように努めるものとする（第13条）。公共職業安定所は、高年齢者等にその能力に適合する職業を紹介するため必要があるときは、求人者に対して、年齢その他の求人の条件について指導するものとし、公共職業安定所は、高年齢者等を雇用し、又は雇用しようとする者に対して、雇入れ、配置、作業の設備又は環境等高年齢者等の雇用に関する技術的事項について、必要な助言その他の援助を行うことができる（第14条）。
事業主は、その雇用する高年齢者等が解雇（自己の責めに帰すべき理由によるものを除く。）その他これに類するものとして厚生労働省令で定める理由（継続雇用制度の対象となる高年齢者に係る基準を定めた場合における当該基準に該当しなかったことその他事業主の都合。以下「解雇等」という。）により離職する場合において、当該高年齢者等が再就職を希望するときは、求人の開拓その他当該高年齢者等の再就職の援助に関し必要な措置（再就職援助措置）を講ずるように努めなければならない。公共職業安定所は、この規定により事業主が講ずべき再就職援助措置について、当該事業主の求めに応じて、必要な助言その他の援助を行うものとする。ただし以下の高年齢者等は除く（第15条、施行規則第6条）。
- 日々又は期間を定めて雇用されている者（同一の事業主に6月を超えて引き続き雇用されるに至っている者を除く。）
- 試みの使用期間中の者（同一の事業主に14日を超えて引き続き雇用されるに至っている者を除く。）
- 常時勤務に服することを要しない者として雇用されている者

事業主は、同一の事業所において、一月以内の期間に、その雇用する高年齢者等のうち5人以上の者が解雇等により離職する場合には、多数離職届（様式第一号）を当該届出に係る離職が生ずる日の一月前までに当該事業所の所在地を管轄する公共職業安定所長に提出することによって行わなければならない（第16条、施行規則第6条の2）。
事業主は、解雇等により離職することとなつている高年齢者等が希望するときは、その円滑な再就職を促進するため、以下の事項（解雇等の理由を除く。）及び事業主が講ずる再就職援助措置を明らかにする書面（求職活動支援書）を作成し、当該高年齢者等に交付しなければならない。事業主は、求職活動支援書を作成する前に、離職することとなっている高年齢離職予定者に共通して講じようとする再就職援助措置の内容について、当該求職活動支援書に係る事業所に、労働者の過半数で組織する労働組合がある場合においてはその労働組合の、労働者の過半数で組織する労働組合がない場合においては労働者の過半数を代表する者の意見を聴くものとする（第17条1項、施行規則第6条の3）。
1. 高年齢離職予定者の氏名、年齢及び性別
2. 高年齢離職予定者が離職することとなる日（離職することとなる日が決定していない場合には離職することとなる時期）
3. 高年齢離職予定者の職務の経歴（従事した主な業務の内容、実務経験、業績及び達成事項を含む。）
4. 高年齢離職予定者が有する資格、免許及び受講した講習
5. 高年齢離職予定者が有する技能、知識その他の職業能力に関する事項
6. 前三号に掲げる事項のほか、高年齢離職予定者が職務の経歴等を明らかにする書面を作成するに当たって参考となる事項その他の再就職に資する事項

- 高年齢者等については、依然として厳しい雇用情勢の中で、一旦離職するとその再就職は極めて困難な状況にあり、失業期間も長期化する傾向にあるため、在職中のなるべく早い時期から、事業主や公共職業安定所の援助を受けつつ、労働者本人が主体的に求職活動を行うことが重要である。また、高年齢者等を中途採用する際の問題点としては、労働者にどのような能力や適性があるのか雇ってみるまで分からなかったことなどが事業主から挙げられており、これまでの職業経験や労働者の有している能力等を記載した職務経歴書の充実が高年齢者等の求職活動のために有効であると考えられる。このため、事業主がその雇用する高年齢者等を事業主の都合により解雇する場合には、当該高年齢者等が職務経歴書を作成するに当たって参考となる職務の経歴や職業能力等の情報や事業主がどのような再就職援助措置を行うかという情報を、当該高年齢者等に対し書面により交付することを事業主に求め、これらの情報を把握・活用した求職活動を行えるようにすることとする。なお、「解雇の理由」は、再就職に資する事項とは想定し難く、かえって再就職を阻害するおそれも存在することから、求職活動支援書には記入してはならないこととしており、労働基準法第22条第2項の解雇理由証明書と兼ねることはできないものであること。また、求職活動支援書は、離職予定者の求職活動に資するよう、作成・交付を義務付けるものであって、その記載内容は、離職予定者本人から聴取した事項及び事業主が知り得た事項を記載したものであり、真正であることを事業主に証明させるものではないこと（平成16年11月4日職高発第1104001号）。

求職活動支援書を作成した事業主は、その雇用する者のうちから再就職援助担当者を選任し、その者に、当該求職活動支援書に基づいて、厚生労働省令で定めるところにより、公共職業安定所と協力して、当該求職活動支援書に係る高年齢者等の再就職の援助に関する業務を行わせるものとする。事業主は、再就職援助担当者に、その業務の遂行に係る基本的な事項について、求職活動支援書に係る事業所に、労働者の過半数で組織する労働組合がある場合においてはその労働組合の、労働者の過半数で組織する労働組合がない場合においては労働者の過半数を代表する者の意見を聴いてその業務を行うようにさせるものとする。再就職援助担当者の業務は、次のとおりとする（第17条2項、施行規則第6条の4）。
1. 高年齢離職予定者に係る求人の開拓及び求人に関する情報の収集並びにこれらによって得た求人に関する情報の高年齢離職予定者に対する提供
2. 高年齢離職予定者に対する再就職を容易にするために必要な相談の実施
3. 高年齢離職予定者の再就職の援助に関する公共職業安定所、公共職業能力開発施設等との連絡
4. 前三号に掲げるもののほか、高年齢離職予定者の再就職の援助のために必要な業務

- 再就職援助担当者は、その業務だけを行う者を新たに選任する必要はないが、当該事業所における人事に関する責任者を充てることが適当であること（平成16年11月4日職高発第1104001号）。

事業主は、労働者の募集及び採用をする場合において、やむを得ない理由により一定の年齢（65歳以下のものに限る。）を下回ることを条件とするときは、求職者に対し、労働者の募集及び採用の用に供する書面又は電磁的記録に併せて記載又は記録する方法により、当該理由を示さなければならない（第20条1項、施行規則第6条の5）。厚生労働大臣（都道府県労働局長に権限委任）は、この理由の提示の有無又は当該理由の内容に関して必要があると認めるときは、事業主に対して、報告を求め、又は助言、指導若しくは勧告をすることができる（第20条2項）。
- 「やむを得ない理由」については、「労働者の募集及び採用について年齢にかかわりなく均等な機会を与えることについて事業主が適切に対処するための指針」(平成13年厚生労働省告示第295号）において、年齢制限が認められる場合として限定的に列挙された10項目に該当する理由である必要があること（平成16年11月4日職高発第1104001号）。

事業主は、毎年、6月1日現在における定年及び継続雇用制度の状況その他高年齢者の雇用に関する状況を7月15日までに、高年齢者雇用状況報告書により、その主たる事務所の所在地を管轄する公共職業安定所長を経由して厚生労働大臣に報告しなければならない（第52条、施行規則第33条）。

## 適用除外
この法律は、船員職業安定法第6条1項に規定する船員については、適用しない。第6条、第2章、第3章第2節、第49条及び第52条の規定は、国家公務員及び地方公務員については、適用しない（第7条）。

## 問題点
公共職業安定所（ハローワーク）へ出す求人では、正当な理由を示して年齢制限したり、年齢不問と書かれていても希望の年齢をあらかじめ出すことがあり、必ずしも年齢による雇用機会の平等化には結びついていない。
また、ハローワークへ出す求人で、例えば年齢不問・連絡不要で事前郵送と書かれていて紹介状と履歴書を郵送したものの、企業側にとっては希望外の年齢の求職者が応募したため、書類選考で不採用とした上、改めて紙メディアで求人広告をし、「○○歳未満」と書いて、暗に年齢制限を行うケースもある。

## 2013年、2021年改正法
2012年8月29日、60歳などで定年を迎えた社員のうち、希望者全員の65歳までの継続雇用制度の導入を企業に義務付ける改正高年齢者雇用安定法が成立。2013年4月から施行される。この改正案について、労働組合が「希望者全員の雇用」を求めたのに対し、経済界は「他の社員の給与を減らすか、若年層の採用を減らすかという選択を迫られかねない」として、反発を強めていた。定年者の再雇用拡大に伴って、非正規社員の削減を検討している企業は3割に上る。
改正法が2021年4月施行。改正前は(1)定年の廃止、(2)定年の延長、(3)定年後にふたたび雇う、など継続雇用の3つのいずれかをえらび従業員に65歳までの就業機会をつくるよう企業に義務づけていたが、これを70歳まで延長し、(4)別会社への再就職、(5)フリーランス契約への資金提供、(6)起業の後押し、(7)社会貢献活動への参加支援、をもえらべるようにして7つの選択肢のいずれかで70歳までの就業機会を確保するよう企業に努力義務を課すが、多くの企業が契約社員などでの再雇用をえらぶとみられている。